# Rüeggisberg
Rüeggisberg is een gemeente en plaats in het Zwitserse kanton Bern, en maakt deel uit van het district Bern-Mittelland.
Rüeggisberg telt 1.831 inwoners.